# Commissaris van de rekeningen
De Algemene Vergadering van de mede-eigenaars van een (Belgische) Vereniging van Mede-eigenaars wijst jaarlijks een commissaris inzake de rekeningen of een college inzake commissarissen van de rekeningen aan, die al dan niet mede-eigenaar zijn, en die de rekeningen van de vereniging van mede-eigenaars controleren, wier bevoegdheden en verplichtingen bij het reglement van interne orde worden bepaald. (BW Art 577-8/2)
De financiële audit beslaat onder andere volgende zaken:
- Nazicht facturen en BTW
- Nazicht verdeelsleutels
- Nazicht balans- en wachtrekeningen
- Overzicht achterstallen eigenaars en genomen acties
- Nazicht betalingen aan leveranciers en overeenstemming met facturen
- Nazicht reserve- en werkkapitaal